# McDonnell F3H Demon
McDonnell F3H Demon je bil podzvočni reaktivni palubni lovec, ki so ga zgradili pri McDonnellu v zgodnjih 1950-ih. F3H je bil zasnovan kot naslednik McDonnell-a F2H Banshee, ima pa F3H za razliko puščičasta krila. Podzvočni Demon se je uporabljal poleg nadzvočnih prestreznikov Vought F-8 Crusader in Grumman F-11 Tiger. F3H Demon je bil umaknjen iz uporabe preden se je začela Vietnamska vojna, nadomestil ga je bolj sposobni McDonnell Douglas F-4 Phantom II. 
F-101 Voodoo je po konfiguraciji precej podoben Demonu, vendar F-101 izhaja iz McDonnell-a XF-88 Voodoo, XF-88 je sicer vplival tudi na F3H.

## Specifikacije (F3H-2)
Podatki iz The American Fighter, Angelucci and Bowers 1987, p. 306.
Splošne karakteristike
- Posadka: 1
- Dolžina: 59 ft 0 in (17,98 m)
- Razpon kril: 35 ft 4 in (10,76 m)
- Višina: 14 ft 7 in (4,44 m)
- Površina kril: 519 ft² (48,21 m²)
- Teža praznega letala: 21133 lb (10040 kg)
- Naložena teža: 33900 lb (15377 kg)
- Pogon letala: 1 × Allison J71-A-2E turboreaktivni motor
  - Potisk motorjev (suh): 9700 lbf (43,25 kN)
  - Potisk motorjev z dodatnim zgorevanjem: 14750 lbf (65,77 kN)

 Zmogljivost 
- Maks. hitrost: 716 mph (622 vozlov, 1,152 km/h) na nivoju morja, 647 mph (563 vozlov, 1,041 km/h) na višini 30000 ft (9150 m)
- Doseg: 1370 milj (1899 km)
- Višina leta: 35050 ft (10683 m)
- Hitrost vzpenjanja: 12795 ft/min (65,0 m/s)

Oborožitev

- Strelno orožje: 4x 20 mm (0.79 in) Colt Mk 12 topovi, vsak s 150 naboji
- Izstrelki: 4x rakete zrak-zrak AIM-7 Sparrow ali AIM-9 Sidewinder
- Bombe: 6000 lb (2720 kg) bomb

Letalska elektronika

- AN/APG-51A, B, in C  radar